# Inovce
Inovce – wieś (obec) na Słowacji położona w kraju koszyckim, w powiecie Sobrance.
W miejscowości znajdują się dwie cerkwie:
- zabytkowa drewniana greckokatolicka św. Michała Archanioła (jedna z najmniejszych na Słowacji)
- murowana prawosławna św. Eliasza i św. Maksyma Gorlickiego[5] (poświęcona 2 sierpnia 1996)[6][7].

## Historia
Pierwsze wzmianki o miejscowości pochodzą z 1555.

## Ludność
Według danych z dnia 31 grudnia 2012, wieś zamieszkiwało 218 osób, w tym 112 kobiet i 106 mężczyzn.
W 2001 rozkład populacji względem narodowości i przynależności etnicznej wyglądał następująco:
- Słowacy – 94,47%
- Rusini – 1,98%
- Ukraińcy – 2,37%

Ze względu na wyznawaną religię struktura mieszkańców kształtowała się w 2001 następująco:
- Katolicy rzymscy – 1,19%
- Grekokatolicy – 3,56%
- Prawosławni – 87,35%
- Ateiści – 5,93%
- Nie podano – 1,98%

## Zabytki
- Drewniana cerkiew św. Michała Archanioła z 1836 o unikatowej konstrukcji i asymetrycznym ikonostasem.

## Galeria

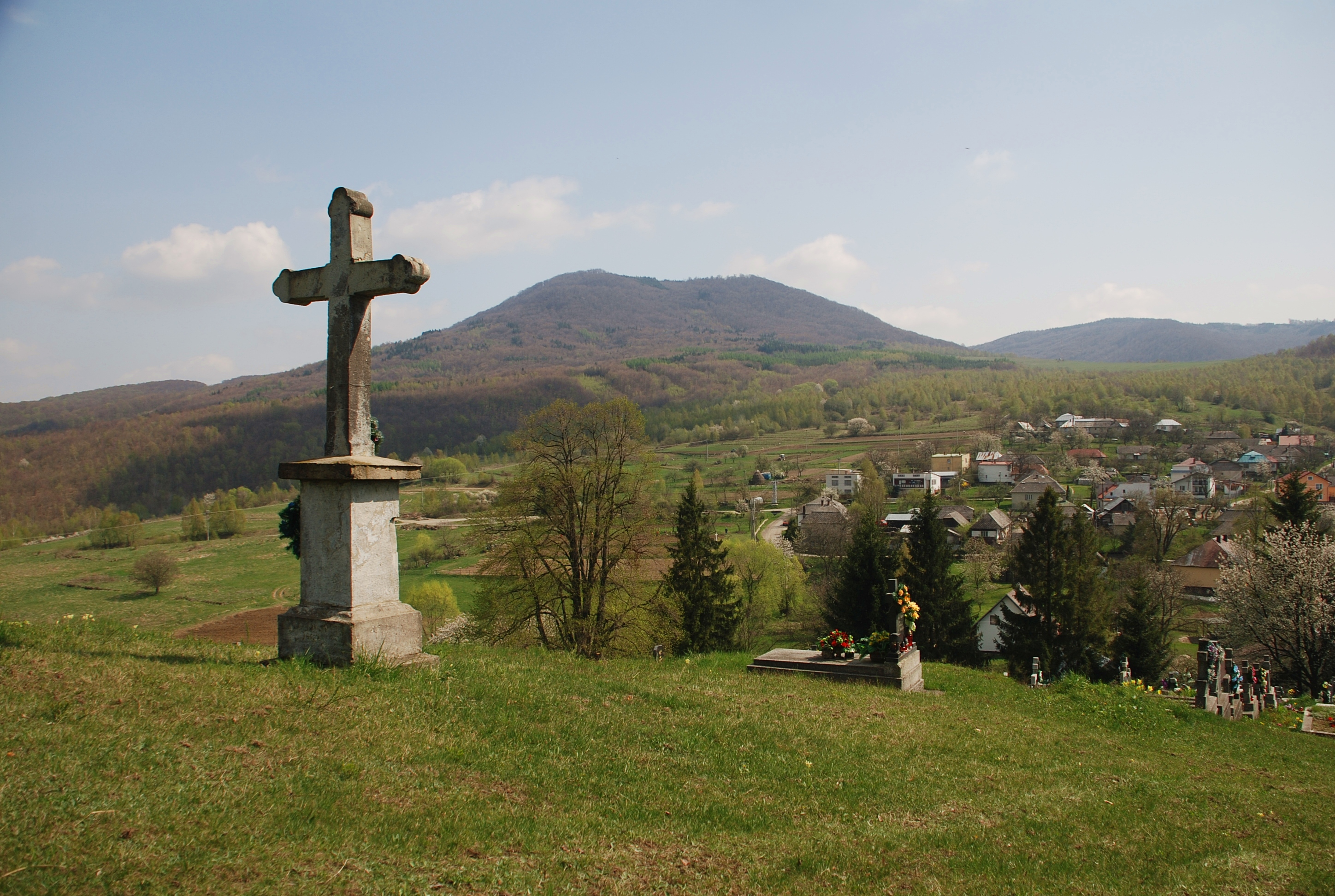
Widok na wieś
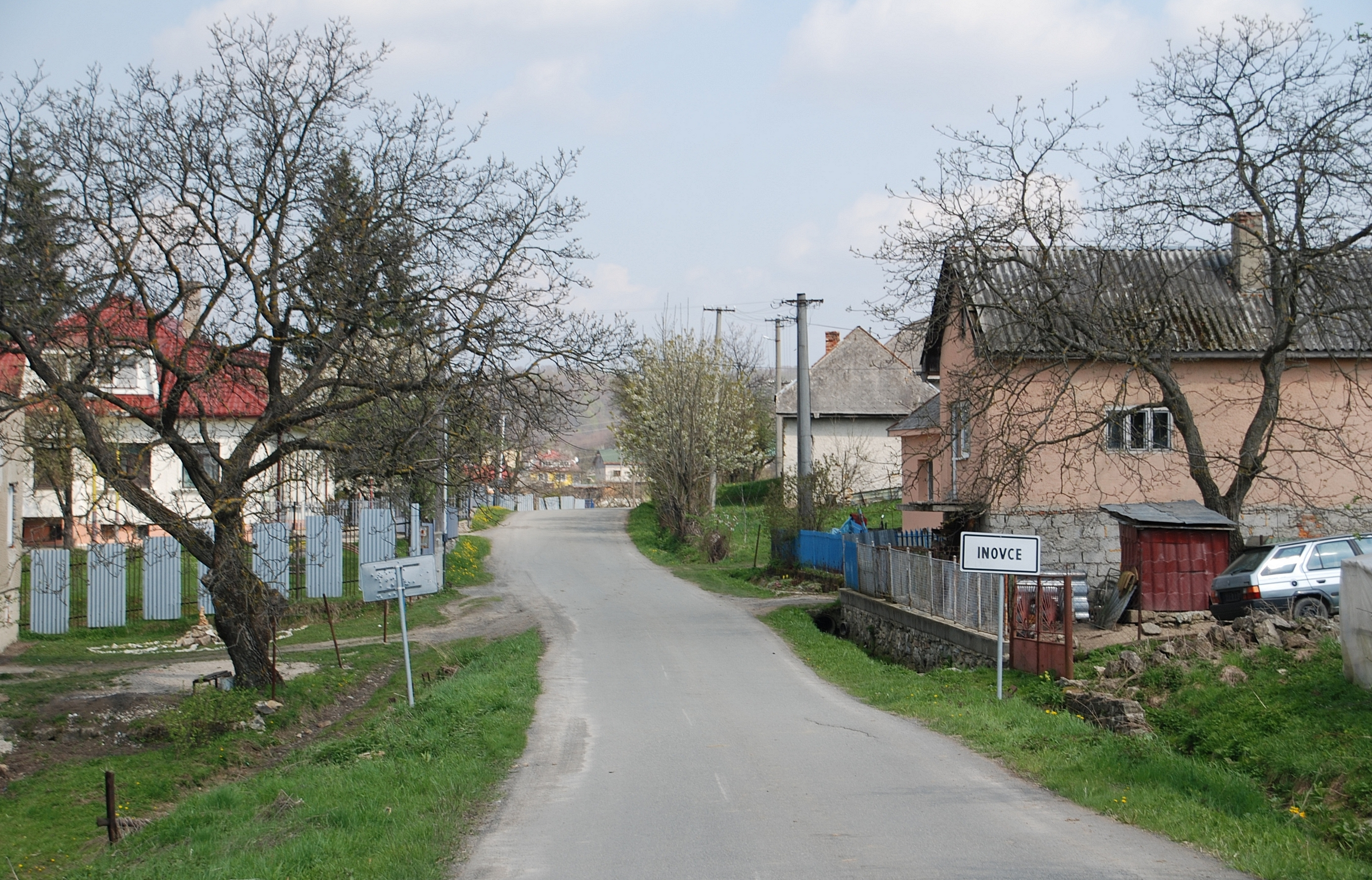
Wjazd do wsi
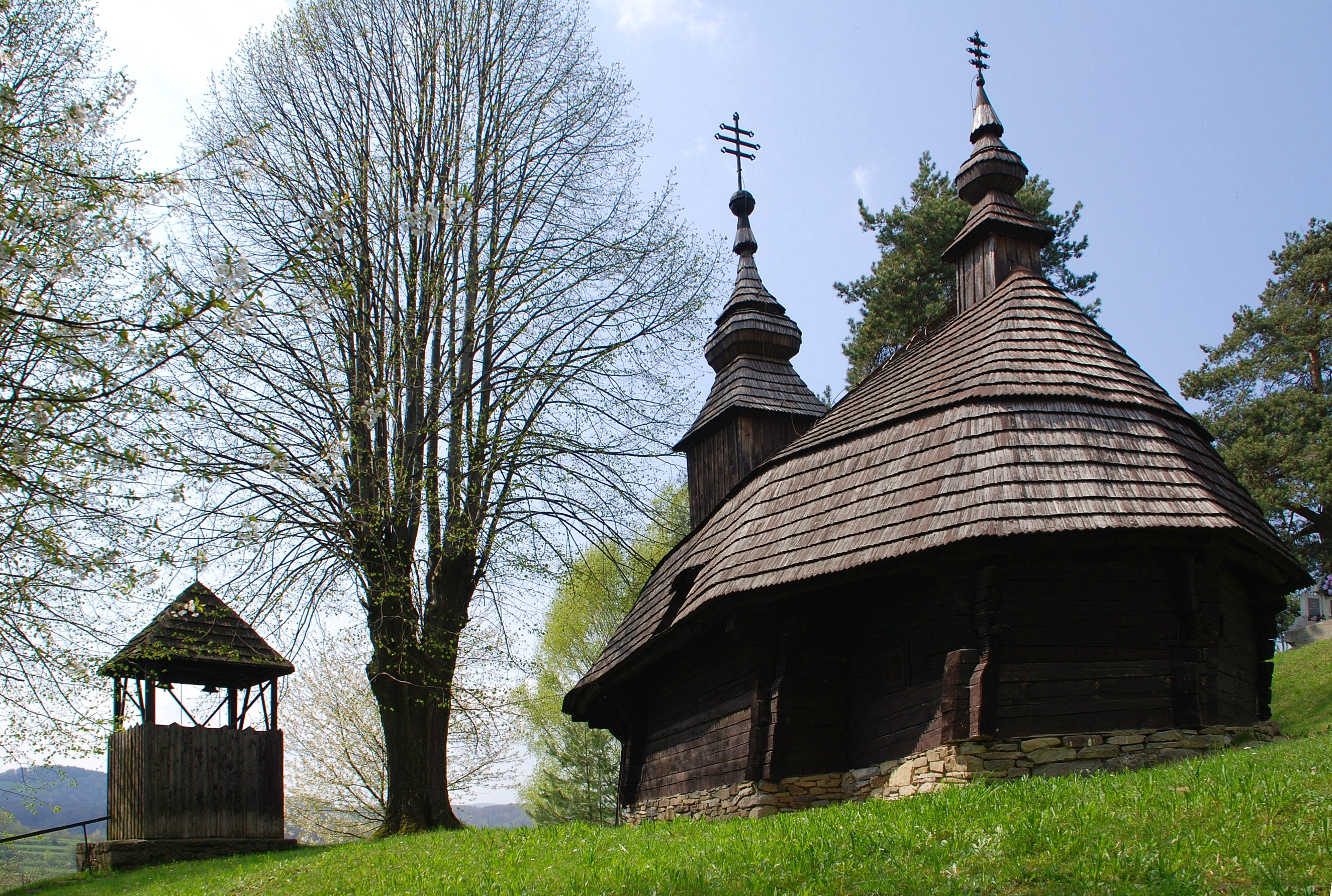
Zabytkowa cerkiew greckokatolicka
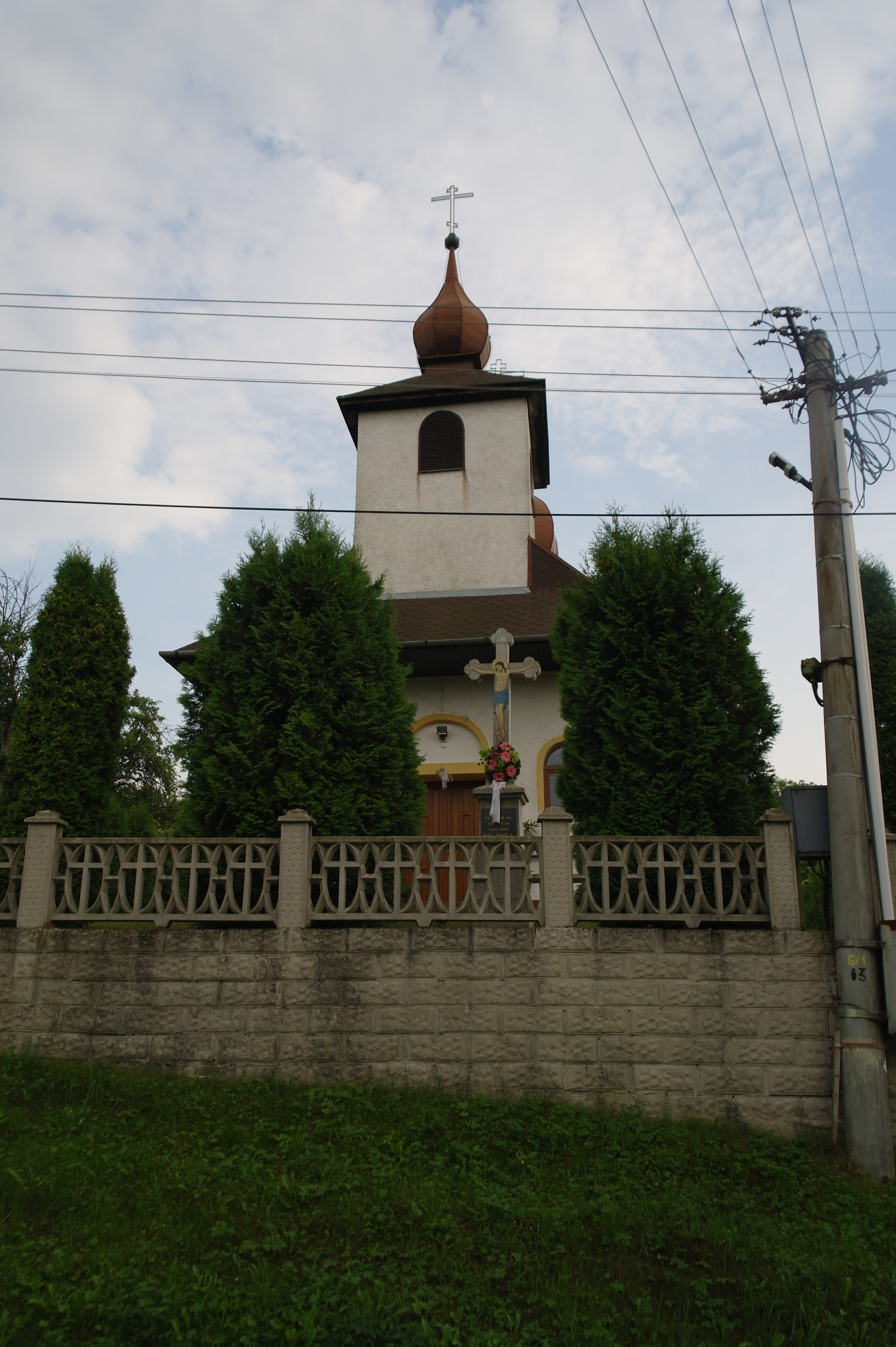
Cerkiew prawosławna